# 唐镇
唐镇是中国上海市浦东新区下辖的一个镇。唐镇的名称来源于附近的一座唐墓桥。
唐镇面积32.16平方公里。户籍人口3.87万人（2008年）。

## 行政区划
唐镇下辖东唐苑居委会、王港镇居委会、唐人苑居委会、金枫居委会、暮紫桥居委会、绿波苑居委会、同馨苑居委会、金唐居委会、齐爱居委会、瀚盛居委会、新镇村村委会、大众村村委会、吕三村村委会、唐四村村委会、民丰村村委会、前进村村委会、唐镇村村委会、机口村村委会、一心村村委会、虹二村村委会、虹三村村委会、虹四村村委会、大丰村村委会、暮二村村委会、虹一村村委会、新虹村村委会、小湾村村委会。

## 轶闻
多年来，唐镇一直以“上海最大高端国际社区”自居。